# Agaricostilbales
Agaricostilbales é uma ordem de fungos da classe Agaricostilbomycetes do filo Basidiomycota. Está classifcada na subclasse Phragmobasidiomycetidae, a qual contém fungos com basídios (células produtoras de esporos) que são septadas. Esta ordem inclui 3 famílias, 9 géneros e 43 espécies. O género Mycogloea encontra-se classificado em Agaricostilbales, embora a sua colocação numa determinada família seja incerta.
Agaricostilbales foi circunscrita em 1989 pelos micologistas Franz Oberwinkler e Robert Bauer, contendo Agaricostilbaceae e Agaricostilbum como família e género tipo respectivamente, e a aparentada família Chionosphaeraceae, originalmente circunscrita em 1982. Em 2006, a família mongenérica Kondoaceae foi adicionada à ordem. As espécies de Agaricostilbales carecem de cistídios, e têm basídios longos com setpos transversais. Produzem basidósporos hialinos e não amiloides.